# 月曜おもしろランド
『月曜おもしろランド』（げつようおもしろランド）は、1995年1月9日から同年7月3日まで関西テレビが月曜日 19:00 - 19:54に編成していた関西ローカルの1時間の単発特別番組枠。この枠の編成以後、関西テレビの月曜19時台は1時間番組枠になった。

## 概要
すなわち『火曜ワイドスペシャル』と『金曜エンタテインメント』のローカル版である。主な企画として、その年に発生した阪神・淡路大震災関連のドキュメンタリーまたは、伝説の番組『パンチDEデート』の復活版、横山ノック、上岡龍太郎、板東英二がメインを務める企画などがある。
| 関西テレビ 月曜19:00枠                                                                                 | 関西テレビ 月曜19:00枠                       | 関西テレビ 月曜19:00枠 |
| 前番組                                                                                                 | 番組名                                       | 次番組                 |
| --- | -------------------------------------------- | ---------------------- |
| 19:00 超人ドッジボール伝説 （1994年10月17日 - 12月12日） 19:30 トミーズの人間博物館 ごっつい奴やねん!! | 月曜おもしろランド （1995年1月9日 - 7月3日） | 快傑えみちゃんねる     |

| スタブアイコン | サブスタブ | この項目は、まだ閲覧者の調べものの参照としては役立たない、テレビ番組に関連した書きかけの項目です。この項目を加筆・訂正などしてくださる協力者を求めています（P:テレビ/PJ:放送または配信の番組）。 |